# 우라늄-238
우라늄-238(238U)은 우라늄의 동위 원소 중 자연계에 가장 많이 존재하는 원소로, 천연 우라늄의 99.284%가 우라늄-238이다. 반감기는 4.46 × 109년이다.
일반 원자로인 경수로에는 우라늄-238이 95.5%의 비율로 들어가게 된다. 이 중 1.9%가 플루토늄-239로 변하고 0.9% 가 핵분열을 하게 된다. 0.1%인 일부는 중성자를 흡수하여 초우라늄 원소인 넵투늄, 아메리슘, 퀴륨이 생성된다.
우라늄-238은 지각에 2.6 ppm의 비율로 들어 있어 동위체이다. 이는 주석보다 많다. 지구 초창기에 우라늄-238은 5.3 ppm의 비율로 들어 있었다. 우라늄-235도 2 ppm에 가까워 현재 우라늄-238에 거의 근접한 수치이다. 우라늄은 전세계에 경제성 있는 매장량이 700 만톤이다. 우라늄이 많은 지역에는 15,000 ppm ~ 200,000 ppm의 우라늄이 지하에 묻혀 있다.

## 쓰임

### 핵연료
우라늄-238은 핵분열을 못하지만 우라늄-235와 섞어 쓰고 있다.
경수로에는 우라늄-238이 95.5%, 우라늄-235는 4.5%가 함유되어 있다.
핵연료를 쓰게 되면 폐기물인 우라늄-238이 많이 남게 되므로 고속중성자(자원중성자) 선속을 이용하여 우라늄-238을 플루토늄-239로 변환하여 쓰려는 시도를 하고 있다. 이는 우라늄-235가 자연계에 적게 매장되어 있고 많은 우라늄-238이 남으므로 핵폐기물도 줄이고 효율적인 원자로 가동을 위해서이다. 이러한 원자로가 고속 증식로이다.
자원중성자 선속은 0.5 eV 이상의 강력한 중성자를 이용하는 경우인데 열 중성자의 평균 선속의 최소 20배나 된다. 이러한 중성자 선속 범위에서는 우라늄-238이 중성자를 아주 잘 흡수하는 범위가 있는데 열 중성자보다 10,000배 이상 흡수율이 좋아지기도 한다. 이러한 중성자 흡수 범위를 공명 흡수라고 하는데 우라늄-238은 0.5 eV~10 KeV의 중성자 속도에서 이 범위가 나타난다. 공명 흡수란 우라늄, 토륨처럼 무거운 원자핵에 많은 중성자가 흡수되는 것을 의미한다. 하지만 공명 흡수를 원자로 내부에 100% 유도하기는 어렵다. 중성자가 냉각제와 충돌하면서 속도가 변화되어 고속 중성자의 속도로 연료와 충돌할 수도 있고 열 중성자의 범위로 속도가 느려진 후 충돌할 수도 있기 때문이다.
또한 핵분열 생성물등 생성물로 인한 변화, 온도와 밀도 변화도 한몫을 한다.
하지만 평균으로 따지더라도 자원중성자 선속을 이용하면 열 중성자보다 110배 이상 더 중성자 흡수율이 좋아지게 되어 열 중성자로에서의 핵분열성 우라늄을 태우는 것만큼 좋아진다.
또한 반대로 피복재의 중성자 흡수율이 극도로 낮아져 중성자 경제성도 더 좋아서 실제로는 수치보다 더 높은 중성자 흡수율이 더해져 많은 우라늄-238이 핵분열성 동위체로 변화될 수 있다.
덕분에 태운 연료보다 더 많은 핵분열성 연료가 생성되는 것이다. 특히 핵분열을 못한 플루토늄-239가 많은 양의 플루토늄-240을 형성하고 이 플루토늄-240의 중성자 흡수율이 매우 좋아 다음 핵분열성 동위체인 플루토늄-241을 형성하기 때문에 많은 핵연료를 태울 수 있고 생성된 중성자로 연료를 계속 증식시키게 된다.
우라늄-238은 스스로 핵분열을 못하기 때문에 고속 증식로를 가동할려면 처음에 많은 중성자를 투입해야 한다. 이는 효율 높은 중성자 생성 장치가 있어야 하지만 아직까지는 이러한 중성자 투입이 현실적으로 불가능하다.
따라서 플루토늄이나 우라늄-235를 섞은 연료로 연구하고 있다.
또한 냉각제를 나트륨을 쓰는 것도 증식로 가동의 어려움에 한 몫을 하고 있다. 이는 납, 갈륨을 이용한 냉각로도 마찬가지이다. 이는 냉각제의 녹는점을 항시 유지해야 하고 납 냉각로의 경우는 부식과 독성, 나트륨은 공기와의 산화에 주의해야 하기 때문이다. 또한 헬륨을 이용한 고온 가스 냉각로도 있지만 헬륨의 부족, 저장, 예산 문제가 있다.

## 우라늄-238의 특성
우라늄-235의 반감기가 우라늄-238보다 7배 정도 짧기 때문에 미래에는 우라늄-238이 거의 100% 남게 될 것이다.
과거에는 우라늄-235와 236도 많이 있었지만 반감기가 짧아 우라늄-236은 이미 42억년전에 사라져 현재는 자발 핵분열로 인해 튀어나온 중성자로 생성된 극미량만 남아있고 우라늄-235도 0.72%밖에 남아 있지 않다.
우라늄-238은 자발 핵분열 비율과 알파 붕괴의 비율이 180만대 1의 비율을 나타내고 있지만 반감기가 매우 길다.
이러한 특성으로 우라늄-238은 임계질량이 존재하지 않는다. 우라늄-236도 마찬가지이다.
우라늄-238은 알파 붕괴를 통해 토륨-234로 붕괴한다. 토륨-234는 곧바도 프로트악티늄-234를 거쳐 우라늄-234로 붕괴한다.
최종적으로 납-206으로 붕괴되는데 우라늄-238이 붕괴되는 열로 지구 지열의 18%를 차지한다. 우라늄이 납으로 붕괴되는 붕괴사슬 과정 중에 기체 동위체인 라돈-222가 있는데 우라늄이 많이 매장되어 있는 지역에서의 지하에는 라돈의 방사선으로 연간 100~300 mSv가 관측되는 지역도 존재한다.

## 붕괴 사슬
238U의 붕괴 사슬은 일반적으로 "라듐 계열"(또는 "우라늄 계열")이라고 불린다. 자연적으로 발생하는 우라늄-238부터 시작하여 이 계열에는 아스타틴, 비스무트, 납, 폴로늄, 프로트악티늄, 라듐 , 라돈, 탈륨 및 토륨 등의 원소가 포함되어 있다. 우라늄을 함유하는 모든 금속, 화합물, 광물 내에는 우라늄-238의 방사성 붕괴에 따른 생성물을 모두 적어도 일시적으로라도 포함한다.
우라늄-238의 붕괴는 아래와 같이 진행된다.
{\displaystyle {\begin{array}{l}{}\\{\ce {^{238}_{92}U->[\alpha ][4.468\times 10^{9}\ {\ce {y}}]{^{234}_{90}Th}->[\beta ^{-}][24.1\ {\ce {d}}]{^{234\!m}_{91}Pa}}}{\begin{Bmatrix}{\ce {->[0.16\%][1.17\ {\ce {min}}]{^{234}_{91}Pa}->[\beta ^{-}][6.7\ {\ce {h}}]}}\\{\ce {->[99.84\%\ \beta ^{-}][1.17\ {\ce {min}}]}}\end{Bmatrix}}{\ce {^{234}_{92}U->[\alpha ][2.445\times 10^{5}\ {\ce {y}}]{^{230}_{90}Th}->[\alpha ][7.7\times 10^{4}\ {\ce {y}}]{^{226}_{88}Ra}->[\alpha ][1600\ {\ce {y}}]{^{222}_{86}Rn}}}\\{\ce {^{222}_{86}Rn->[\alpha ][3.8235\ {\ce {d}}]{^{218}_{84}Po}->[\alpha ][3.05\ {\ce {min}}]{^{214}_{82}Pb}->[\beta ^{-}][26.8\ {\ce {min}}]{^{214}_{83}Bi}->[\beta ^{-}][19.9\ {\ce {min}}]{^{214}_{84}Po}->[\alpha ][164.3\ \mu {\ce {s}}]{^{210}_{82}Pb}->[\beta ^{-}][22.26\ {\ce {y}}]{^{210}_{83}Bi}->[\beta ^{-}][5.012\ {\ce {d}}]{^{210}_{84}Po}->[\alpha ][138.38\ {\ce {d}}]{^{206}_{82}Pb}}}\end{array}}}
1. 우라늄-238 (U-238) -> 토륨-234 (Th-234): 알파 붕괴
2. 토륨-234 (Th-234) -> 프로트악티늄-234 (Pa-234): 베타 붕괴
3. 프로트악티늄-234 (Pa-234) -> 우라늄-234 (U-234): 베타 붕괴
4. 우라늄-234 (U-234) -> 토륨-230 (Th-230): 알파 붕괴
5. 토륨-230 (Th-230) -> 라듐-226 (Ra-226): 알파 붕괴
6. 라듐-226 (Ra-226) -> 라돈-222 (Rn-222): 알파 붕괴
7. 라돈-222 (Rn-222) -> 폴로늄-218 (Po-218): 알파 붕괴
8. 폴로늄-218 (Po-218) -> 납-214 (Pb-214): 알파 붕괴
9. 납-214 (Pb-214) -> 비스무트-214 (Bi-214): 베타 붕괴
10. 비스무트-214 (Bi-214) -> 폴로늄-214 (Po-214): 베타 붕괴
11. 폴로늄-214 (Po-214) -> 납-210 (Pb-210): 알파 붕괴
12. 납-210 (Pb-210) -> 비스무트-210 (Bi-210): 베타 붕괴
13. 비스무트-210 (Bi-210) -> 폴로늄-210 (Po-210): 베타 붕괴
14. 폴로늄-210 (Po-210) -> 납-206 (Pb-206): 알파 붕괴(안정)

| 가벼운 핵종 우라늄-237 | 우라늄의 동위 원소 | 무거운 핵종 우라늄-239 |

| 어미핵종: 플루토늄-242 프로트악티늄-238 | 우라늄-238의 붕괴 사슬 | 딸핵종: 토륨-234 |

## 같이 보기
- 감손 우라늄
- 방사성 붕괴
- 모핵종
- 우라늄 동위원소